# Tomice (Czechy)
Tomice – gmina w Czechach, w powiecie Benešov, w kraju środkowoczeskim.
1 stycznia 2017 gminę zamieszkiwało 141 osób, a ich średni wiek wynosił 40,0 lat.